# Paraleptophlebia
Paraleptophlebia är ett släkte av dagsländor. Paraleptophlebia ingår i familjen starrdagsländor.

## Bildgalleri

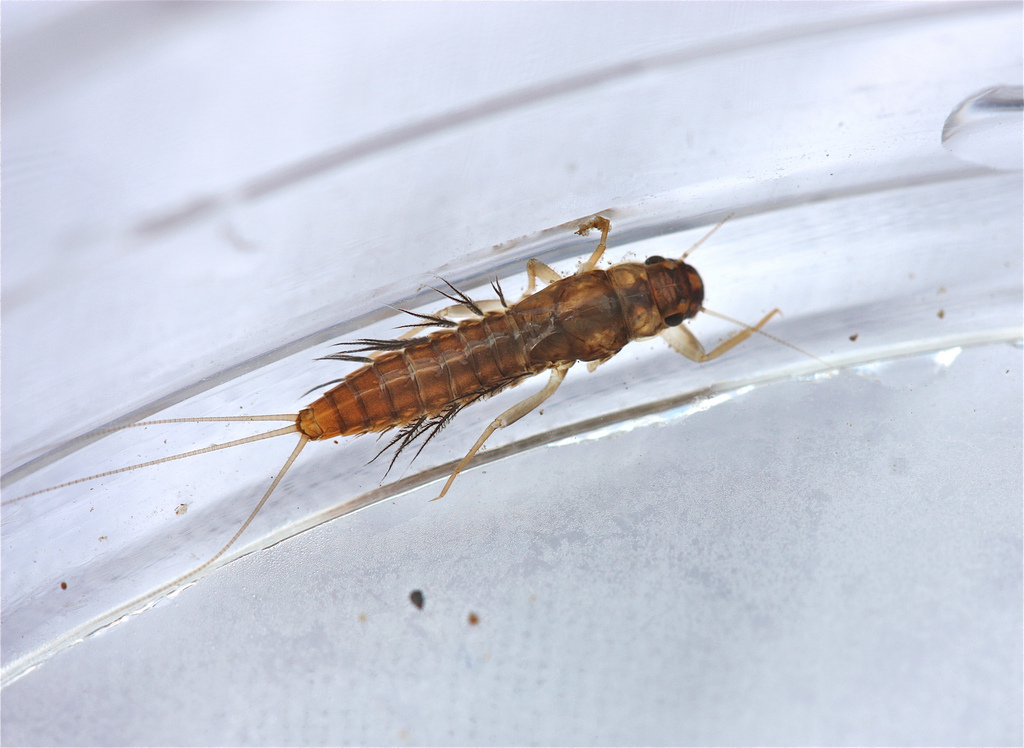

## Dottertaxa tillParaleptophlebia, i alfabetisk ordning[1][2]
- Paraleptophlebia adoptiva
- Paraleptophlebia altana
- Paraleptophlebia aquilina
- Paraleptophlebia assimilis
- Paraleptophlebia associata
- Paraleptophlebia bicornuta
- Paraleptophlebia brunneipennis
- Paraleptophlebia cachea
- Paraleptophlebia calcarica
- Paraleptophlebia californica
- Paraleptophlebia cincta
- Paraleptophlebia clara
- Paraleptophlebia debilis
- Paraleptophlebia falcula
- Paraleptophlebia georgiana
- Paraleptophlebia gregalis
- Paraleptophlebia guttata
- Paraleptophlebia helena
- Paraleptophlebia heteronea
- Paraleptophlebia jeanae
- Paraleptophlebia jenseni
- Paraleptophlebia kirchneri
- Paraleptophlebia memorialis
- Paraleptophlebia moerens
- Paraleptophlebia mollis
- Paraleptophlebia ontario
- Paraleptophlebia packii
- Paraleptophlebia placeri
- Paraleptophlebia praepedita
- Paraleptophlebia quisquilia
- Paraleptophlebia rufivenosa
- Paraleptophlebia sculleni
- Paraleptophlebia sticta
- Paraleptophlebia strandii
- Paraleptophlebia strigula
- Paraleptophlebia submarginata
- Paraleptophlebia swannanoa
- Paraleptophlebia temporalis
- Paraleptophlebia traverae
- Paraleptophlebia vaciva
- Paraleptophlebia werneri
- Paraleptophlebia volitans
- Paraleptophlebia zayante